# Christiansborg Slotscirkus
Christiansborg Slotscirkus er en dansk animationsfilm fra 2014 instrueret af Karsten Mungo Madsen.

## Handling
Folketinget er et cirkus. Folketingsmedlemmerne og regeringen er cirkusartister og gøglere. De vil gøre alt for at imponere og underholde os med alle deres kunster og taskenspil. Deres kostumer glimter og blinker, og alle klapper og griner. Musikken spiller, og der lugter dejligt af savsmuld. Hvornår kommer elefanterne mon? Mød Lars Løkke Rasmussen, Bjarne Corydon, Morten Messerschmidt og Helle Thorning-Schmidt og alle de andre på slap line i cirkusmanegen.